# Ross Lovegrove

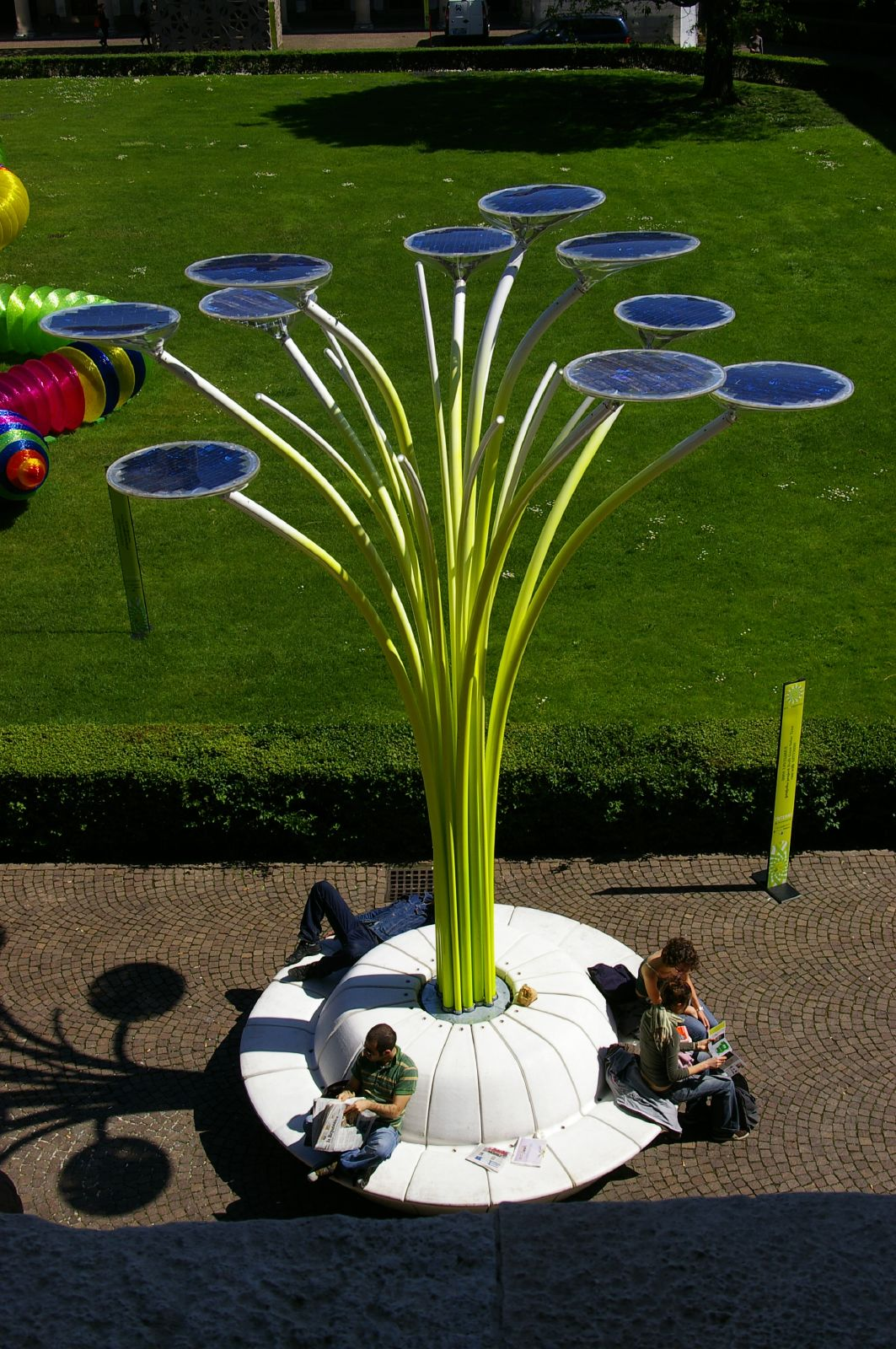
Ross Lovegrove napenergiával működő utcalámpája Milánóban

Ross Lovegrove, (Cardiff, 1958. augusztus 16. –) walesi designer és futurista. Napjaink egyik legforradalmibb ipari formatervezője, az Organikus Design legfőbb úttörője, ezért Organikus Kapitánynak (Capitan Organic) is szokták őt nevezni.

## Szakmai élete, ismertetői
A Manchesteri Nagyvárosi Egyetemen tanult, majd később a londoni Royal College of Art-ben szerezte mesteri fokozatát.
Az 1980-as években együttműködött a Sony-val, a Walkman (hordozható zenelejátszó) létrehozása alkalmával, majd az Apple-el is a korabeli számítógépek és tartozékok formatervezésében. A kilencvenes évek elején (1992) dolgozott a Knoll Internationalnak, ahová ugyancsak számítógép tartozékokat (Surf Collection néven) tervezett. Majd később 1996-ban - többek között - előállt az Eye digitális fényképezőgép prototípussal az Olympus számára. Mindezt akkor mikor a termékkategória még gyakorlatilag nem létezett. Ez a termék elsősorban formailag és működésében nagyon messzi jövőnek számított akkor és talán még napjainkban is az.
Jelenleg már olyan termékeket, bútorokat, gépeket, lámpákat, szállító eszközöket (pl. autókat) és építészetben használt elemeket, modulokat, szobrokat, limitált termékeket tervez, melyekre a legfőbb jellemző talán a szupermodern kifejezés.
Az esszencializmus, a biomimetika és az organikus design a leginkább jellemzők munkásságára, akár egy termék, tér, akár egy szobrászati alkotás létrehozása alkalmával. Az utóbbi években a terméképítészet nagy gyakorlójává vált különféle nem mindennapi elképzeléseivel. Egy dolog bizonyos, olyan magas-szintű design jellemzi munkáinak eredményét, melyre manapság még kevesen képesek.

## Ross Lovegrove-idézetek
- "Minden a jövőhöz tartozik, amit még nem csináltunk meg"[1]

## Díjak
- (2005) Good Design
- (2006) Elle Decor
- (2007) Vogue Traveller Ecology Prize, SOLAR TREE MAK Vienna
- (2009) Hungarian Design Prize Batimat Design Award
- (2010) RedDot Best of the Best
- Stb.